# Congopyrgota kivuensis
Congopyrgota kivuensis är en tvåvingeart som beskrevs av Vanschuytbroeck 1963. Congopyrgota kivuensis ingår i släktet Congopyrgota och familjen Pyrgotidae.
Artens utbredningsområde är Kongo. Inga underarter finns listade i Catalogue of Life.